# Casal Cermelli
Casal Cermelli – miejscowość i gmina we Włoszech, w regionie Piemont, w prowincji Alessandria.
Według danych na styczeń 2010 gminę zamieszkiwało 1299 osób przy gęstości zaludnienia 110,7 os./1 km².